# تاکیدا ساکائه
تاکیدا ساکائه (به ژاپنی: 滝田 栄)؛ زادهٔ ۵ دسامبر ۱۹۵۰ ‏(۷۴ سال) هنرپیشه مرد اهل ژاپن است. وی از سال ۱۹۷۵ میلادی تاکنون مشغول فعالیت بوده است.
از فیلم‌هایی که وی در آن نقش داشته است می‌توان به توکوگاوا ایه‌یاسو (مجموعه تلویزیونی تایگا) در نقش توکوگاوا ایه‌یاسو اشاره کرد.